# それでも地球は動く
「それでも地球は動く」（それでもちきゅうはうごく、イタリア語: E pur si muoveまたはEppur si muove エップル・スィ・ムオーヴェ）は、イタリアの天文学者ガリレオ・ガリレイが、1633年に開かれた2回目の異端審問（宗教裁判）の際につぶやいたとされる言葉であるが、同時代の記録には記載されておらず、最初に文献に現れるのは18世紀後半のことである。青木靖三や君塚直隆などもこの言葉を述べたという事実はないとしている。
日本語には「それでも地球は動いている」「それでも地球は回る」「それでも地球は回っている」などと訳されることもある。ただし、「E pur si muove」は直訳すれば単に「それでも動く」であり、「地球」（Terra）という語は含まれていない。仮に「地球」という語を入れれば「E pur la Terra si muove」となる。

## 歴史
ガリレオは1632年、地球が動くという旨を書いた著書『天文対話』を発刊した。それに対する罪で1633年に裁判が開かれ、有罪が告げられると、地動説を放棄する旨の異端誓絶文を読み上げた後につぶやいたとされる。
2020年にガリレオ伝を著した天文学者マリオ・リヴィオはガリレオが異端審問官を前にしてこのような言葉を口走っていたら狂っている（It would have been crazy for Galileo to say that in front of the Inquisitor）とした。また最初のガリレオ伝はガリレオの助手ヴィンチェンツォ・ヴィヴィアーニが1655年から1656年にかけて執筆したものであるが、この伝記にはこの言葉が現れず、文献上ではジュゼッペ・バレッティが1757年に著した『ザ・イタリアン・ライブラリ』（The Italian Library、英語の文献）が初出である。もっとも、伝記の該当部分には「彼が釈放されたとき、空を見上げた後、地面をみて、少し足踏みして、物思いにふけっている様子でEppur si m[u]oveと述べた」と書かれているが、1633年6月に異端審問の判決が出たとき、ガリレオは「釈放」されず、シエナ大司教のもとで軟禁されることになっていた。シエナ大司教から離れて自宅に帰れたのは同年12月のことである。
19世紀末から20世紀初の科学史家アントニオ・ファヴァロ（Antonio Favaro）は「それでも地球は動く」の起源を探ろうとし、自身の研究を記事にした。1911年、ベルギー出身の美術品収集家ジュール・ヴァン・ベル（Jules van Belle）はファヴァロに手紙を送り、自身の持っている、バルトロメ・エステバン・ムリーリョの1643年ごろの作品とされるガリレオの肖像画に「それでも地球は動く」の言葉が描かれていると述べた。ヴァン・ベルは、肖像画が元々オッタヴィオ・ピッコローミニ（シエナ大司教アスカニオ2世・ピッコローミニの弟。ガリレオはシエナ大司教の邸宅に6か月間軟禁されていた）が所有していたと主張した。ベルギーの物理学者ウジェーヌ・ラグランジュは肖像画の実物を見に行き、1912年1月13日の新聞記事でそれを報じている。しかしリヴィオの調査によれば、この肖像画は1904年/1905年にベルギーのツヴァイガースフック美術館に寄贈されたものとほぼ同じ見た目であり、ツヴァイガースフックの記録では「エウシェーン・ファン・マルデヘム画、1837年」とある。またヴァン・ベルの所有する肖像画の行方を追跡したところ、2007年にヴァン・ベルの親族が肖像画を競売にかけ、競売会社は肖像画を「19世紀の作品」としたという。
このほか、青木靖三は1976年の著書で、「それでも地球は動く」は後の伝記作家による創作と記した。君塚直隆は2019年の著書で、ガリレオがこの言葉を残したかどうかについて、「今日では否定的にとらえられている」とした。